# Gerhard Ritter
Gerhard Georg Bernhard Ritter (* 6. April 1888 in Sooden; † 1. Juli 1967 in Freiburg im Breisgau) war ein deutscher Historiker. Er lehrte von 1925 bis 1956 an der Albert-Ludwigs-Universität Freiburg im Breisgau und prägte die deutsche Geschichtswissenschaft in der Nachkriegszeit nachhaltig.

## Leben
Der Sohn des lutherischen Pfarrers Gottfried Theodor Ritter und der Charlotte Schaub besuchte das pietistische Evangelisch Stiftische Gymnasium in Gütersloh. Er hatte vier Brüder und zwei Schwestern, darunter waren der Orientalist Hellmut Ritter, der Industrielle Friedbert Ritter und der Theologe Karl Bernhard Ritter. Nach dem Abitur studierte Gerhard Ritter ab 1906 an den Universitäten von München, Heidelberg, Leipzig und Berlin. Er wurde bei Hermann Oncken über Die preußischen Konservativen und Bismarcks deutsche Politik 1858–1876 promoviert. Nach der Promotion 1912 war Ritter als Gymnasiallehrer in Magdeburg tätig.
Im Ersten Weltkrieg kämpfte er zuerst an der Ostfront. Er wurde zum Leutnant der Reserve befördert und erlebte die Eroberung von Warschau im Sommer 1915 als Erfüllung langgehegter Hoffnungen. Ab 1916 war er an der Westfront eingesetzt. Dort wurde er mehrfach, etwa während der Schlacht an der Somme, schwer verwundet und mit dem Eisernen Kreuz (1. Klasse) ausgezeichnet.
Nach Kriegsende erhielt er von der Heidelberger Akademie der Wissenschaften den Auftrag, eine Geschichte der Universität Heidelberg zu verfassen. Dies veranlasste ihn, die wissenschaftliche Laufbahn eines Historikers einzuschlagen.
Vorstudien zur Geistesgeschichte der Spätscholastik lieferten die Grundlage für seine Habilitation im Jahre 1921, mit Studien zur Spätscholastik, erneut bei Oncken in Heidelberg, wo er auch 1918 bis 1923, vor und nach der Habilitation lehrte. Sein erster Ruf auf eine Professur führte ihn 1924 an die Universität Hamburg. Bereits 1925 nahm er das Ordinariat an der Albert-Ludwigs-Universität Freiburg an, das er bis zu seiner Emeritierung 1956 behielt. Ritters Berufung nach Freiburg war wegen seiner deutschnationalen und verfassungsfeindlichen Einstellung allerdings sehr umstritten. Gerade im katholischen Milieu Freiburgs schlug dem entschiedenen Lutheraner zunächst einiges Misstrauen entgegen. Es wurde erst überwunden, als die Abneigung des Nationalkonservativen Ritter gegenüber dem NS-Regime ruchbar wurde. Zu seinen zahlreichen akademischen Schülern zählten u. a. 
- Franz Büchler
- Wilhelm Deist
- Waldemar Erfurth[8]
- Michael Freund
- Erich Hassinger[9]
- Hermann Heidegger
- Karl-Heinz Janßen
- Hugo Menze
- Manfred Messerschmidt
- Richard Nürnberger
- Gerhard Schildt
- Klaus Schwabe
- Rudolf Stadelmann
- Wolfgang Steglich
- Max Steinmetz
- Peter von Zahn
- Ernst Walter Zeeden
- Hans-Günter Zmarzlik.

Ritter organisierte nach Kriegsende maßgeblich die Gründung des Deutschen Historikerverbandes am 12. Oktober 1948 und wurde 1949 dessen erster Vorsitzender. Dabei sorgte er für eine konservative Linie in seinem Sinne. Auch zur Neukonstituierung des Geschichtsunterrichts trug er maßgeblich bei. Er unterstützte die Wiedergründung des Verbandes der Geschichtslehrer Deutschlands 1949 und wirkte auf die Herausgabe neuer Geschichtslehrbücher ein. Sie sollten die deutsche Geschichte zwischen „Selbstentehrung“ und „Selbstüberhebung“ darstellen. 1962 wandte er sich gegen das neue Fach Gemeinschaftskunde und gegen methodische Neuerungen wie die Gruppenarbeit und behauptete, diese würden zu „uferlosem Geschwätz“ führen. Seine in GWU veröffentlichten Thesen prägten die konservativen Geschichtslehrer stark. 
1955 wurde er in den Vorstand des Comité International des Sciences Historiques (CISH) aufgenommen. Ritter war auch nach seiner Emeritierung wissenschaftlich und publizistisch tätig.
Er war Mitglied der Wissenschaftsakademien in Heidelberg, Berlin und München, der Historischen Reichskommission, der Accademia Nazionale dei Lincei, der Royal Historical Society, der Historischen Kommission bei der Bayerischen Akademie der Wissenschaften und des Comité International des Sciences Historiques.
Ritter starb nach kurzer Krankheit kurz nach seinem 79. Geburtstag. Sein Grab befindet sich unweit seines Ferienhauses in Saig im Schwarzwald. Ein Teil des Nachlasses von Ritter wird als Depositum im Hessischen Staatsarchiv Marburg (Bestand 340 Ritter b) aufbewahrt. Der wichtigere Teil befindet sich im Bundesarchiv Koblenz, wobei sein umfangreicher wissenschaftlicher Briefverkehr herausragt.

## Familie
1919 heiratete Ritter Gertrud Reichardt, Tochter eines wohlhabenden badischen Beamten. Sie bekamen drei Kinder (Berthold, Renate und Friedrich).

## Werk
Ritters als Buch erschienene Dissertation über die preußisch-konservative Opposition zu Bismarcks deutscher Einigungspolitik fußte weitgehend auf ungedrucktem Material und gab den Anstoß zu weiteren Publikationen zum monarchischen Gedanken in Preußen, zur großdeutsch-kleindeutschen Problematik und zur Parteiengeschichte.
1925 veröffentlichte Ritter eine Biografie Martin Luthers, die Luther positiv darstellte. Es war eine Auftragsarbeit, von der er vielfach revidierte Neuauflagen bis in die Zeit nach 1945 herausbrachte. Stand für ihn anfangs Luthers Profil als „religiöses Genie“, als Begründer einer neuen reformatorischen Theologie und, aus der Sicht der Zwanzigerjahre, auch als Verkörperung des „ewig Deutschen“ im Vordergrund, so hat er später die „Weltwirkung“ und die Sozialethik der Reformation stärker hervorgehoben.
Weitere Biografien verfasste er über den preußischen Staatsmann Karl Freiherr vom und zum Stein, den preußischen König Friedrich den Großen sowie in den 1950er Jahren über seinen Freund Carl Friedrich Goerdeler, der als Widerstandskämpfer nach dem 20. Juli 1944 hingerichtet worden war. Ritters Œuvre war sehr breit gefächert – mit Themen vom späten Mittelalter bis in die Zeitgeschichte.
Eines der Hauptwerke Ritters hing gleichfalls mit einem äußerlichen Anlass zusammen, dem hundertsten Todesjahr des Freiherrn vom Stein. In seiner umfangreichen „politischen Biographie“, die nach gründlichen Quellenstudien den preußischen Politiker in den Hintergrund der napoleonischen Zeit und der deutschen Freiheitskriege einbettete, wollte Ritter den Reichsfreiherrn als Exponenten eines spezifisch deutschen Frühliberalismus und Mitbegründer eines gesamtdeutschen Nationalgefühls hervortreten lassen, dessen bedenkliche Auswüchse er freilich auch kritisierte.
Die dritte Biographie, die Ritter vor dem Zweiten Weltkrieg veröffentlichte und Friedrich den Großen zum Gegenstand hatte, ist nur vor dem Hintergrund der NS-Diktatur zu verstehen. Diese machte den Preußenkönig zum Vorläufer Hitlers. Ritter wollte gegensteuern, indem er das „historische Profil“ des Monarchen als aufgeklärtes und an den Rechtsstaat gebundenes Gegenbild zur NS-Diktatur hervorkehrte, ohne mit Rücksicht auf die politische Zensur diesen Zweck allerdings ausdrücklich beim Namen zu nennen.
Bald nach 1945 wandte sich Ritter auch der Geschichte des deutschen Widerstandes zu. Auf Bitten der Familie Goerdeler verfasste er eine Biographie des von den Männern des 20. Juli designierten deutschen Reichskanzlers, den die NS-Justiz nach dem gescheiterten Umsturzversuch ermorden ließ. Ritter legte mit diesem Buch die erste umfassende auf unveröffentlichten Quellen beruhende Darstellung des deutschen Widerstandes vor, die, soweit sie die Person Goerdelers betrifft, bis heute gültig geblieben ist.
Im Laufe des Zweiten Weltkriegs fesselte ihn mehr und mehr das Verhältnis zwischen Kriegführung und Politik in Preußen und im Bismarckreich. Sein vierbändiges Werk zu diesem Thema Staatskunst und Kriegshandwerk konnte erst nach Kriegsende erscheinen. Ritter betrachtete sein Alterswerk als Beitrag zur politischen und militärischen Geistesgeschichte, wenn auch nicht zur Sozialgeschichte. Es ging ihm um gedankliche Einstellungen und um deren Ursprünge sowie Auswirkungen im Bereich militärisch-politischer Entscheidungen. In klassischer Weise sah er den Widerstreit zwischen politischem und militärischem Denken im Gegensatz zwischen Bismarck und Moltke verkörpert. Im Ersten Weltkrieg verkörperte für ihn Ludendorff unter Vorwegnahme Hitlers den Inbegriff des Militarismus. Einen neuen Ansatz, den preußisch-deutschen Militarismus international vergleichend zu deuten, führte Ritter in seinen zweiten Band ein, verfolgte ihn dann aber nicht weiter. Die Fülle des Aktenmaterials, das er teilweise noch im Kriege gesammelt hatte und das danach durch Bombeneinwirkung zum Teil verloren gegangen ist, daneben aber auch die Auseinandersetzung mit der ganz anderen Weltkriegssicht Fritz Fischers zwangen ihn zur Konzentration auf Deutschland. Hier lieferte er einen in seiner Art einzigartigen und bis heute nicht überholten Beitrag zur inneren Geschichte des Bismarckreiches in dessen Endphase im Ersten Weltkrieg und zu den innenpolitischen Wurzeln der deutschen Weltkriegspolitik. Zu dem geplanten weiteren Band über den Militarismus in der Weimarer Republik ist er dann nicht mehr gekommen.
Ritter betrachtete die Erfassung von Geschichte als eine Kunst und bemühte sich um kreative Identifikation mit den menschlichen Subjekten der Vergangenheit. Die Schwerpunkte seiner Arbeit bildeten die politische, militärische und kulturelle Geschichte Deutschlands. Er war ein traditioneller Historiker des Deutschen Idealismus und Historismus. Anstelle einer „Geschichte von unten“ betonten diese Richtungen hauptsächlich die besondere Bedeutung politischer und militärischer Ereignisse sowie die Handlungen „großer Männer“.

### Politische Position
Ritter gehörte ebenso wie sein Bruder Karl Bernhard Ritter, der Pfarrer wurde, zu den Nationalkonservativen, betätigte sich nach 1918 als Wahlkämpfer für die DNVP und war seit 1929 kurzzeitig Mitglied der rechtsliberalen Deutschen Volkspartei (DVP). Er befürwortete für Deutschland eine monarchische Staatsform. Am Anfang der Zeit des Nationalsozialismus billigte Ritter das neue Regime und seine Außenpolitik.
Ritter war Lutheraner und schloss sich der Bekennenden Kirche an, die entgegen den Bestrebungen der Deutschen Christen versuchte die innere „Gleichschaltung“ der Deutschen Evangelischen Kirche abzuwenden. Ende Mai 1934 war er einer der vier badischen Synodalen der Barmer Bekenntnissynode, bei der die Barmer Theologische Erklärung verabschiedet wurde. Der Freiburger Zweig der Bekennenden Kirche brachte ihn in Verbindung mit NS-kritischen Kollegen und Persönlichkeiten, seit etwa 1940 auch mit Carl Goerdeler. Ritter gehörte der konservativen Opposition sowie dem Freiburger Kreis an, war in konkrete Pläne wie den Staatsstreich vom 20. Juli 1944 gegen Hitler aber nicht eingeweiht. Nach dessen Scheitern wurde er am 2. November 1944 im Rahmen der Aktion Gitter festgenommen und in Haft genommen, zunächst im KZ Ravensbrück, danach im Zellengefängnis Lehrter Straße. Die Eroberung und Befreiung Berlins durch die Rote Armee bewahrte ihn vor einem Prozess vor dem Volksgerichtshof mit wahrscheinlichem Todesurteil.
Sein 1940 erschienenes Werk Machtstaat und Utopie und dessen Kritik am totalen Staat inspirierte u. a. Hans Scholl. Nach dem Zweiten Weltkrieg kam das Buch unter dem deutlicheren Titel Die Dämonie der Macht neu heraus. Darin stellte Ritter das Staatsdenken Machiavellis dem des Thomas Morus gegenüber und entwickelte daraus eine Typologie „kontinentalen“ und „insularen“ Denkens über das Problem des Verhältnisses zwischen Macht und Moral und über das Paradox, dass, historisch gesehen, die Herstellung politischer Ordnung immer wieder von der Anwendung physischer Macht abhängt. Gedacht war diese Untersuchung als Absage an den moralisch bindungslosen, rein kämpferischen Machtstaat im Sinne Machiavellis – oder Hitlers. Obwohl Ritter seit 1943 in Neuauflagen seines Buches immerhin zu verstehen gab, dass er eher Morus als Machiavelli zuneigte, konnte er seine Regimekritik nur zwischen den Zeilen andeuten und wurde deshalb bisweilen missverstanden. Später verfolgte Ritter die politische Absicht, die Motive und Pläne des 20. Juli zu „konstitutiven Elementen der staatlichen Ordnung“ der Bundesrepublik Deutschland zu erheben.
Nach Kriegsende schrieb Ritter sein Buch Europa und die deutsche Frage. Er lehnte die These ab, dass das „Dritte Reich“ die unumgängliche Kulmination der gesamten deutschen Geschichte sei. Ritter glaubte eher, dass der Nationalsozialismus nur ein Teil eines internationalen Trends war. Nicht nur Deutschland, so Ritter, strebte nach dem Totalitarismus. Es sei unrecht, die Deutschen zu heftig zu kritisieren. Nach Ritters Auffassung war die Schwäche der Weimarer Republik ihre „überschüssige“ Demokratie. Eine kraftlose Demokratie ließ sich von den Appellen des „Packs“ übernehmen. Hätte das Kaiserreich, welches Ritter befürwortete, den Ersten Weltkrieg überstanden, wäre der Nationalsozialismus nicht an die Macht gekommen. In der frühen Bundesrepublik war er ein einflussreicher Historiker.

### Fischer-Kontroverse
Ritter wurde zum vehementesten Kritiker des Historikers Fritz Fischer, der Kontinuitätslinien zwischen Kaiserreich und Nationalsozialismus hergestellt hatte. Ritter lehnte kategorisch Fischers Analyse ab, wonach hauptsächlich Deutschland verantwortlich für den Ersten Weltkrieg gewesen sei. Diese Diskussion wurde zum Bestandteil der historiografisch bedeutsamen Fischer-Kontroverse. Gerhard Ritter, der sein Lebenswerk wegen der deutschen Kriegsschuldthese in Gefahr sah, bezeichnete Fischers Buch Griff nach der Weltmacht als „Gipfel“ in einer „politisch-historischen Modeströmung unserer Tage“, womit er die angebliche „Selbstverdunkelung des deutschen Geschichtsbewußtseins“ seit 1945 meinte.
Er kritisierte an Fischers Methode, er habe nicht zwischen einzelnen Träumen beziehungsweise Hoffnungen und ernsten Zielen, zwischen taktisch richtigen Ambitionen von Diplomaten und Forderungen der Alldeutschen und Militärs unterschieden. Ritters dritter und vierter Band von Staatskunst und Kriegshandwerk wurden quasi eine „Apologie Bethmann Hollwegs“ und eine „einzige Schematisierung“ der innerdeutschen Politik im Weltkrieg: der „guten“ Staatskunst Bethmann Hollwegs wird das „böse“ Kriegshandwerk Erich Ludendorffs entgegengestellt. Ritters Kritik an Fischers Untersuchungen blieb grundsätzlich im Biografischen. Die Fehler der deutschen Diplomatie und Staatsführung tat Ritter als bloße, von den Militärs aufgezwungene, „Formfehler“ ab.
Fischer schrieb, Ritter stelle Bethmann Hollweg als eine „Art Widerstandskämpfer“ gegen Kaiser, Militär, Industrielle, Parteiführer, Junker, Alldeutsche und konservative Presse dar. Ritter distanziere sich bei extremen Randerscheinungen verbal vom deutschen Imperialismus und Militarismus, um so die Hauptkräfte der deutschen Geschichte als gemäßigt zu retten.
Für März 1964 hatte das Goethe-Institut Fischer auf eine Vortragsreise in die Vereinigten Staaten eingeladen. Die Tatsache, dass das Auswärtige Amt die schon bewilligten Fördergelder Ende Januar wieder zurückzog, weitete sich zu einem Skandal über die Beschneidung der öffentlichen Meinungsfreiheit aus. Ritter hatte durch mehrere Briefe an den damaligen Bundesaußenminister Gerhard Schröder den Rückzug der Fördergelder bewirkt. Er nannte es „verheerend“ und ein „nationales Unglück“, dass Fischer mit seinen Thesen als Repräsentant der deutschen Geschichtswissenschaft auftrete. Gegen die Absage der Vortragsreise protestierten einige US-amerikanische Historiker, darunter vom NS-Regime aus Deutschland vertriebene, öffentlich. Schließlich finanzierten US-amerikanische Unterstützer – hauptsächlich Universitäten – Fischers USA-Reise.

## Ehrungen
1989 stiftete die Badische Zeitung einen Gerhard-Ritter-Preis der Universität Freiburg i. Br. für hervorragende geschichtswissenschaftliche Arbeiten. Weil die politisch nationalkonservative Haltung Ritters als problematisch angesehen wurde, änderte man die Benennung 2008. Daraufhin wurde an der Universität ein neuer Gerhard-Ritter-Preis gestiftet.

## Schriften (Auswahl)

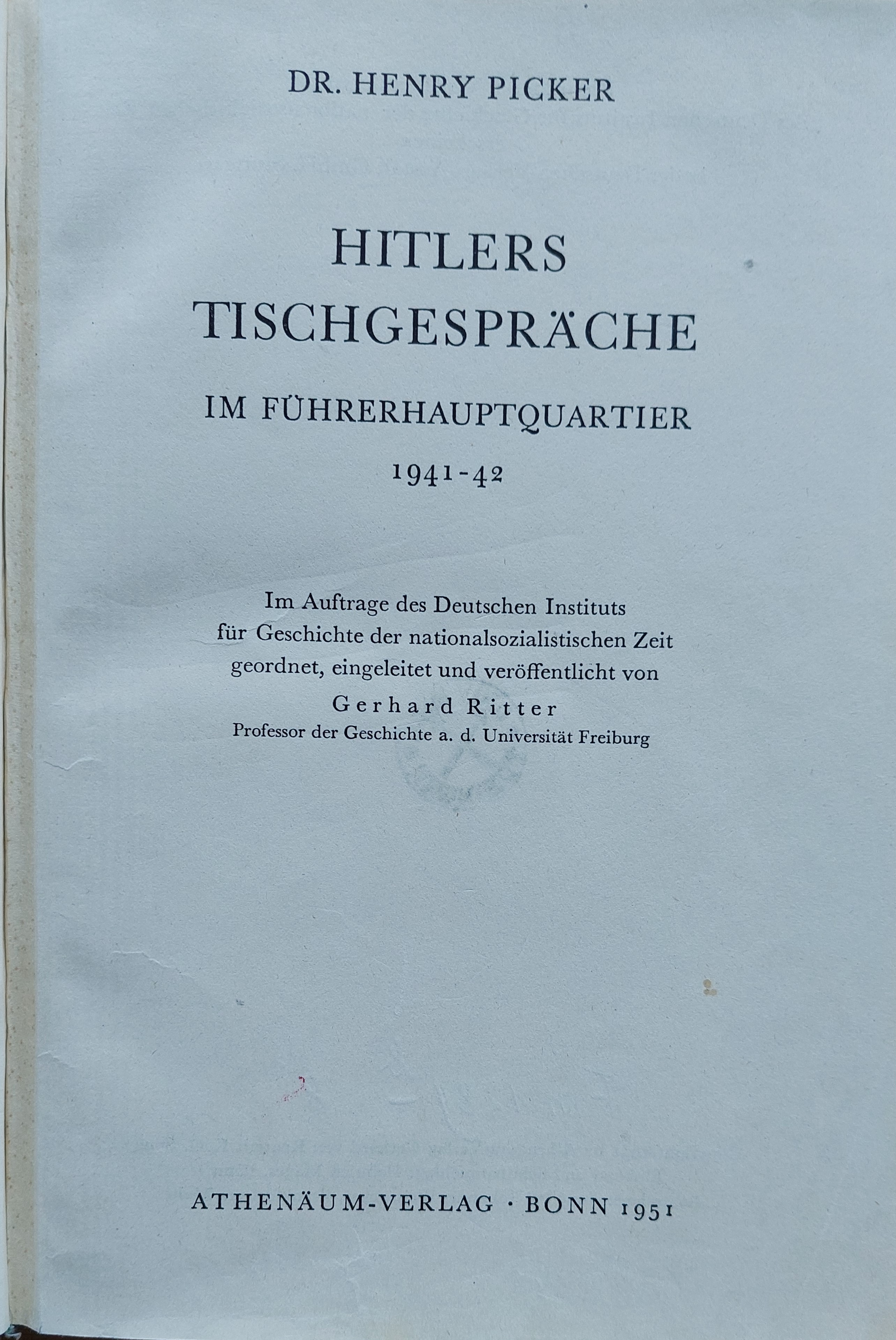
Vorwort zu Henry Picker Tischgespräche 1951

- Die preußischen Konservativen und Bismarcks deutsche Politik 1858 bis 1876. Winter, Heidelberg 1913 (Nachdruck 1976).
- Luther. Gestalt und Symbol. F. Bruckmann, München 1925. Nach mehrfacher Neubearbeitung 6. Auflage F. Bruckmann, München 1959 mit dem Untertitel Gestalt und Tat.
- Stein. Eine politische Biographie. 2 Bände, Deutsche Verlagsanstalt, Stuttgart 1931, 3. Auflage 1958.
- Die Heidelberger Universität im Mittelalter (1386–1508). Ein Stück deutscher Geschichte. Band 1, Winter, Heidelberg 1936; 2. Aufl. 1986, ISBN 3-533-03742-8.
- Friedrich der Große. Ein historisches Profil. Quelle u. Meyer, Leipzig 1936, 2. Aufl. 1954.
- Machtstaat und Utopie. Vom Streit um die Dämonie der Macht seit Macchiavelli und Morus. Oldenbourg, München 1940. 5. umgearb. Auflage: Die Dämonie der Macht. Betrachtungen über Geschichte und Wesen des Machtproblems im politischen Denken der Neuzeit. Hannsmann, Stuttgart 1947. 6. Aufl. Oldenbourg, München 1948. Engl. u. ital. Übersetzungen.
- Berthold Ritter zum Gedächtnis. Südverlag, Konstanz 1942.
- Lebendige Vergangenheit. Beiträge zur historischen Selbstbesinnung. Koehler u. Amelang, Leipzig 1942 [nicht ausgeliefert].
- Die Weltwirkung der Reformation. [Gesammelte Aufsätze]. Koehler u. Amelang, Leipzig 1944.
- Der deutsche Professor im „Dritten Reich“. In: Die Gegenwart 1,1 (1945), S. 23–26.
- Geschichte als Bildungsmacht. Ein Beitrag zur historisch-politischen Neubestimmung. Deutsche Verlagsanstalt, Stuttgart 1946.
- Vom Sinn des Todesopfers. Zum Gedächtnis unserer kriegsgefallenen Söhne. F. Hanfstaengl, München 1947.
- Der neue Geschichtsunterricht. Entwurf von Richtlinien an höheren Schulen. In: Die Sammlung 2 (1947), S. 442–462.
- Die Dämonie der Macht usw. Hannsmann, Stuttgart 1947, 5. umgearbeitete Auflage des Buches Machtstaat und Utopie.
- Vom sittlichen Problem der Macht. [Aufsätze]. A. Francke, Bern 1948, 2. Aufl. 1961.
- Die Menschenrechte und das Christentum. In: Zeitwende 21,1 (1949), S. 1–12.
- Die Neugestaltung Deutschlands und Europas im 16. Jahrhundert. Druckhaus Tempelhof, Berlin 1950. Neuaufl. 1959.
- Carl Friedrich Goerdeler und die deutsche Widerstandsbewegung. Deutsche Verlagsanstalt Stuttgart 1954. Letzte Aufl. 1984. Engl., franz. u. ital. Übersetzungen.
- Der Schlieffenplan. Kritik eines Mythos. Mit erstmaliger Veröffentlichung der Texte. Oldenbourg, München 1956.
- Staatskunst und Kriegshandwerk. Das Problem des „Militarismus“ in Deutschland. 4 Bände, Oldenbourg, München 1954–1968. Engl. Übers. 1969.
- Lebendige Vergangenheit. Beiträge zur historisch-politischen Selbstbesinnung. Zum 70. Geburtstag des Verfassers hrsg. von Freunden und Schülern. Oldenbourg, München 1958.
- Das deutsche Problem. Grundfragen deutschen Staatslebens gestern und heute. Oldenbourg, München 1962.
- Wissenschaftliche Historie einst und jetzt. Betrachtungen und Erinnerungen. In: Historische Zeitschrift 202 (1966), S. 574–602.
- Gerhard Ritter. Ein politischer Historiker in seinen Briefen, hrsg. von Klaus Schwabe u. Rolf Reichardt, Boldt, Boppard a. Rh. 1984, ISBN 3-7646-1843-4.